# Букринський плацдарм

Берег Дніпра на Букринському плацдармі

Братня могила загиблих на Букринському плацдармі в селі Ходорів

Букри́нський плацда́рм — один із плацдармів на правому березі Дніпра, в районі Великого Букрина за 80 км на південний схід від Києва, захоплений у вересні 1943 року військами Воронезького фронту під час битви за Дніпро.

## Військова операція
Плацдарм становив 11 км по фронту і до 6 км углиб. Спроби розпочати з нього наступ на Київ у жовтні 1943 року двічі завершувалися невдачею, що змусило перенести центр наступу на Лютізький плацдарм. Війська, що залишилися на Букринському плацдармі, здійснювали допоміжний удар, відволікаючи на себе частину сил противника.
Наприкінці вересня 1943 року війська І-го Українського фронту під командуванням генерала М.Ватутіна вийшли до Дніпра в районі м. Києва: на 80 кілометрів південніше — навпроти села Букрин та північніше — на лінії Лютіж — Вишгород. Командування Першого Українського фронту планувало почати визволення Києва з удару з позицій Букринського (Канівського) плацдарму, а допоміжний удар планувався в районі Нових Петрівець. У жовтні 1943 року було зроблено дві спроби наступу з боку Букринського плацдарму, проте вони виявилися невдалими — сили ворога були значними. Після чого було ухвалено рішення перебазуватися на Лютізький плацдарм, звідки й було успішно завершено наступальну операцію. «Неудача наступления на Букринском плацдарме произошла потому, что не были своевременно учтены условия местности, затруднявшие здесь наступательные действия войск, особенно танковой армии», — говорилось в секретній директиві, підписаній Йосипом Сталіним. Такою була офіційна версія поразки на Букринському плацдармі, якою виправдовувалися колосальні людські втрати.
За словами учасників боїв на Букринському плацдармі, перед якими стояло завдання раптово захопити плацдарм на Канівських кручах, закріпитися на ньому, а потім перейти у наступ — таких кровопролитних боїв не було з початку війни. Бійці пливли через «широкий і могутній» під шквальним вогнем ворога, хто як міг: на човнах місцевих жителів, тримаючись за дерева, колоди, дошки, плащ-намети, напхані соломою…і тонули тисячами. Серед тих, хто форсував Дніпро в районі Букрина був відомий радянський письменник-фронтовик Віктор Астаф'єв, який згадував, що «коли з одного боку в Дніпро входили 25 тисяч воїнів, то на протилежному — виходили не більше 5-6 тисяч.» Військам, які захопили ділянку Дніпра від с. Трахтемирова до с. Григорівки, чинився опір з боку противника, а бої були такими запеклими, що вода у Дніпрі була темно-кривавого кольору і солоною на смак. Отже, ті хто брав участь в операції на Букрині, за словами письменника, переживали справжнє пекло на землі: «Ми просто не вміли воювати. Ми залили своєю кров'ю, завалили ворогів своїми трупами» — писав він.
Ще одним учасником цих подій був відомий кінорежисер, народний артист СРСР Григорій Чухрай, який також залишив свої спогади про страшні бої 1943 р. поблизу с. Бучака: «Вистрибували з літака в секторі зенітного вогню. Досі мені довелося скуштувати немало військового лиха: був двічі поранений, воював у Сталінграді, але такого — падати назустріч виблискуючим трасам куль, крізь полум'я палаючих в небі парашутів товаришів, — такого іще не пробував…» Тієї кривавої осені тисячі десантників згоріли у небі під куполами парашутів, а на тих, хто зумів приземлитися, смерть чекала на землі та у водах сивого Дніпра.

## Втрати
Букринський плацдарм коштував занадто дорого. Наскільки дорого — ще й досі не встановлено. Озвучена цифра людських втрат під час Битви за Дніпро — 417 тисяч осіб, а в боях за Букринський плацдарм загинуло близько 250 тисяч осіб (деякі історики припускають, що набагато більше). Німецькі втрати на Букрині склали 55 тисяч осіб. Але достеменно назвати реальні втрати у тій битві не є можливим. Зокрема, у братській могилі села Балико-Щучинка, де споруджено меморіальний комплекс Букринського плацдарму, поховано 3 316 бійців Радянської армії. Декілька тисяч солдат похоронено у братській могилі в селі Ходорів (Миронівський район). Тіла інших загиблих поховані в місцевих городах і дворах, у навколишніх лісах та ярах або опинилися під водою створеного у 1970-х роках Канівського водосховища. Дніпро назавжди поховав під своїми водами тисячі бійців та мирних жителів, що стали учасниками і свідками тієї кривавої битви.

## Фотографії

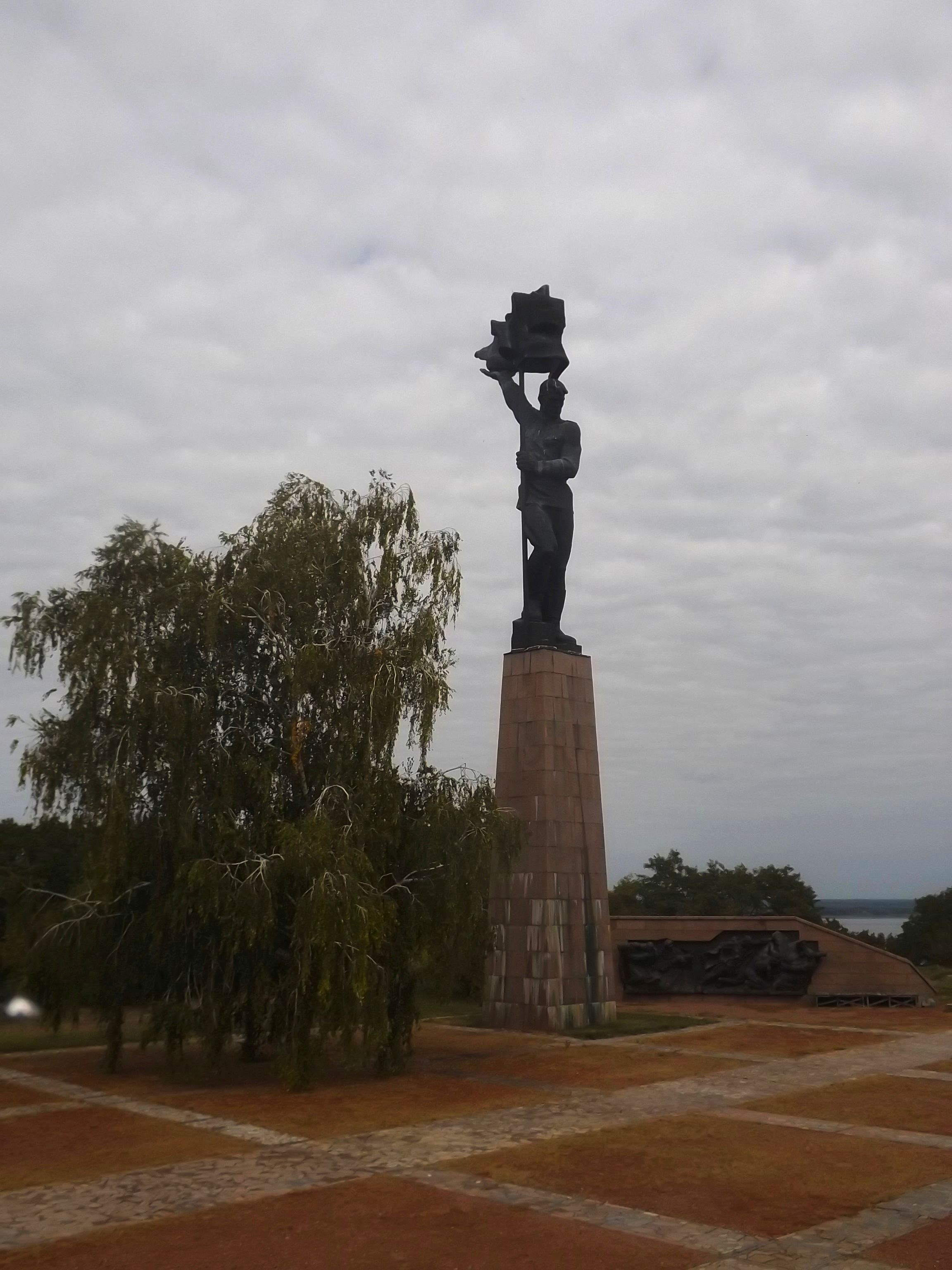
Частина ансамблю меморіального комплексу в с.Балико-Щучинка
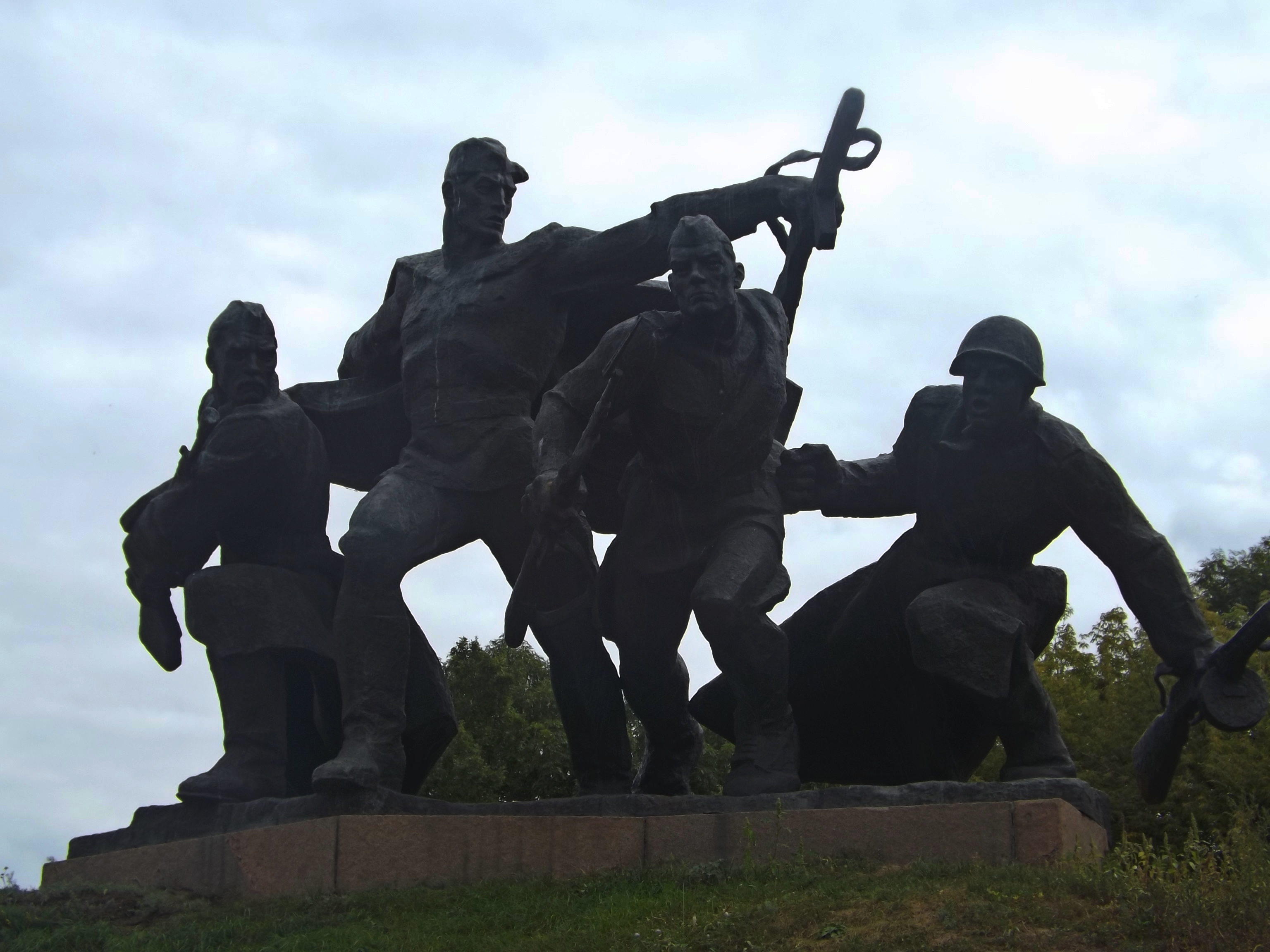
Частина ансамблю меморіального комплексу в с.Балико-Щучинка
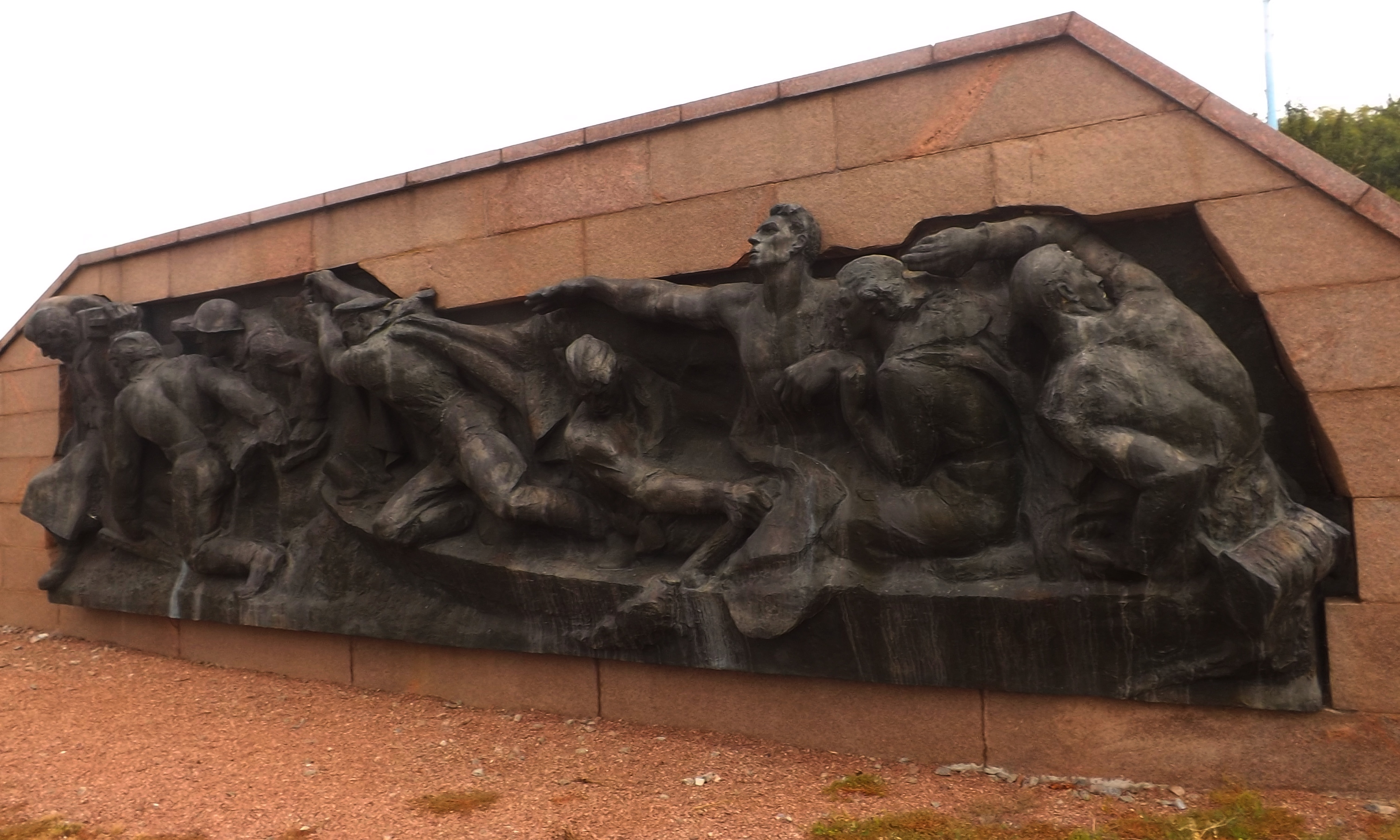
Частина ансамблю меморіального комплексу в с.Балико-Щучинка
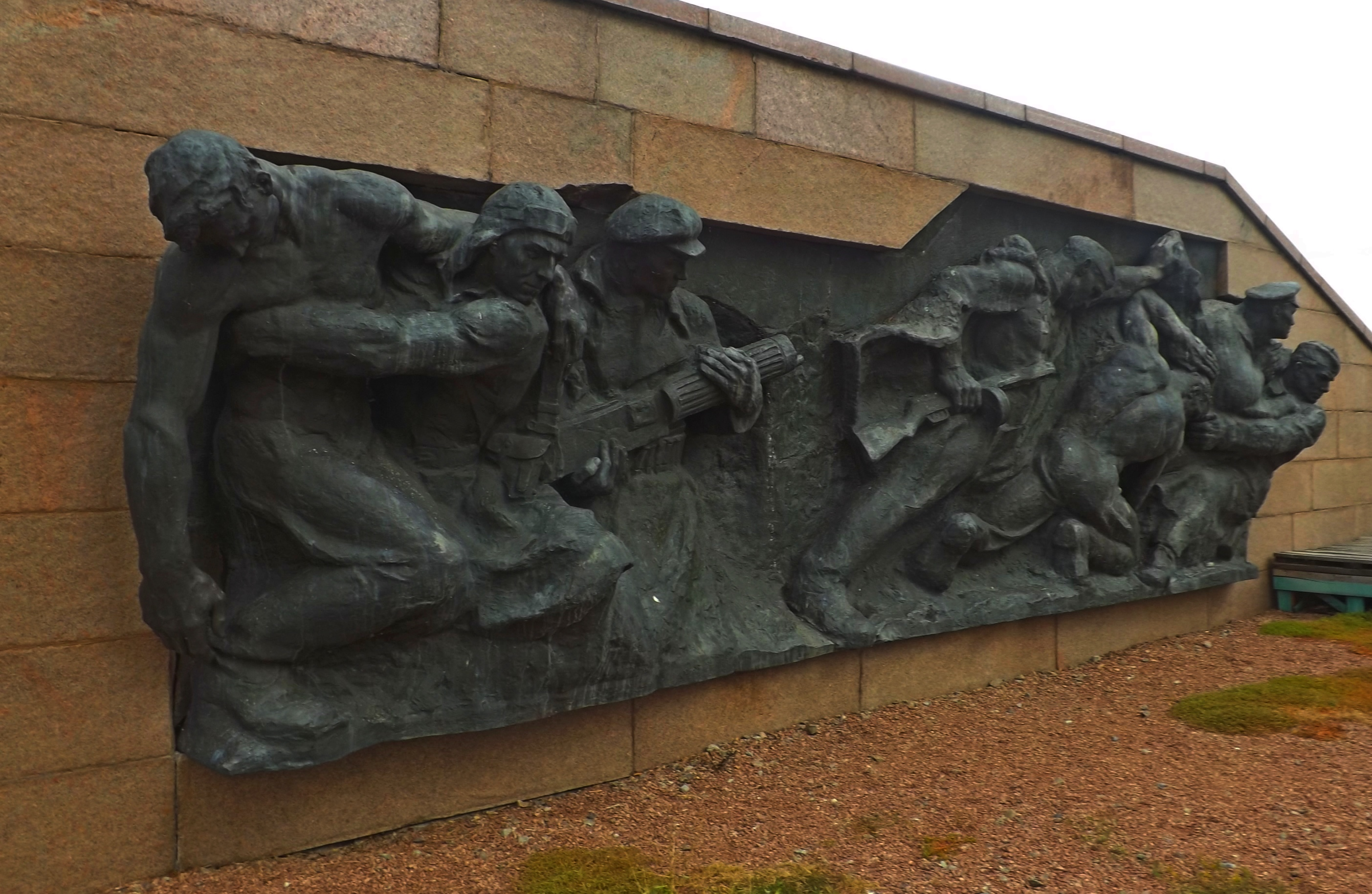
Частина ансамблю меморіального комплексу в с.Балико-Щучинка
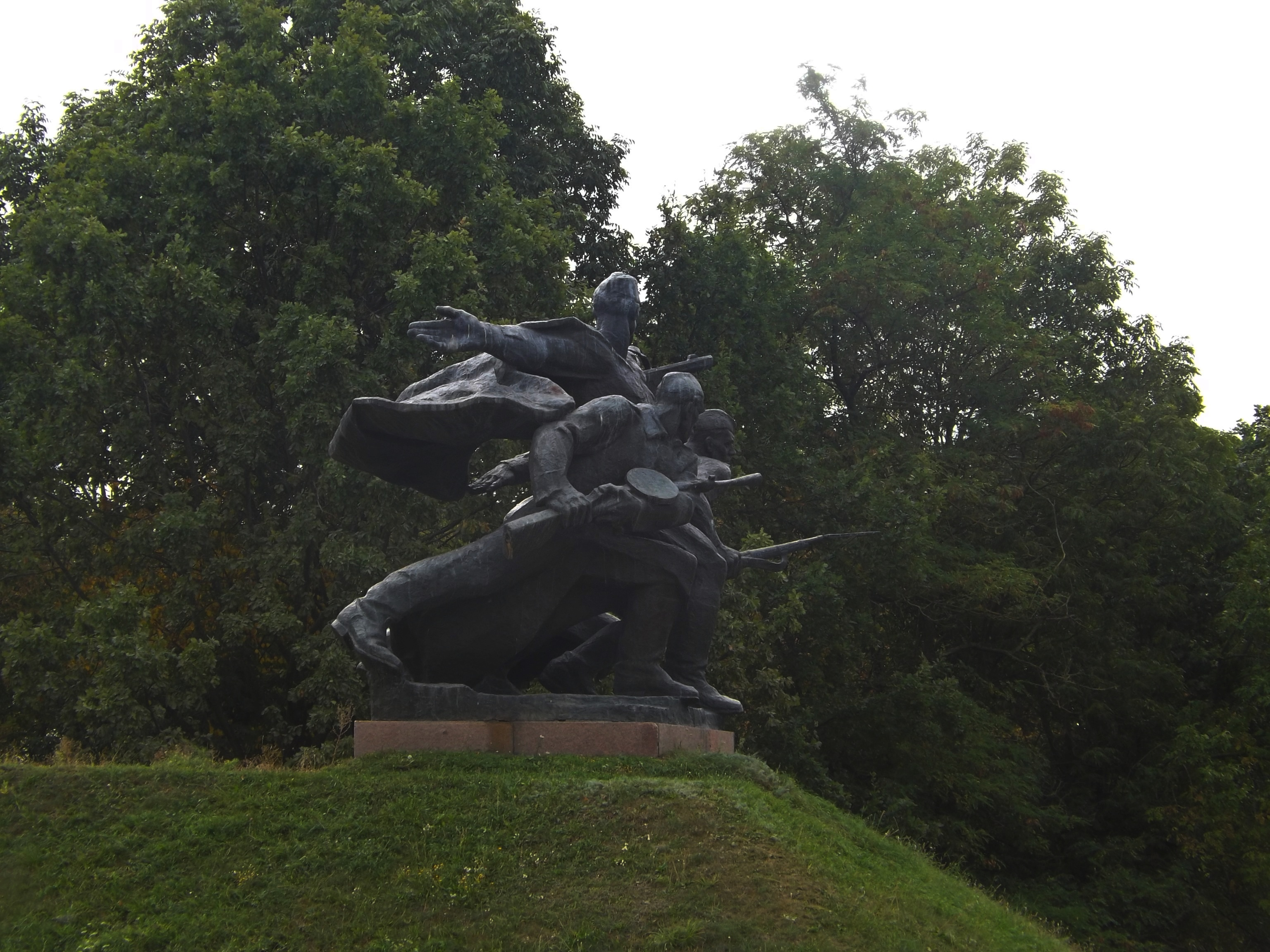
Частина ансамблю меморіального комплексу в с.Балико-Щучинка
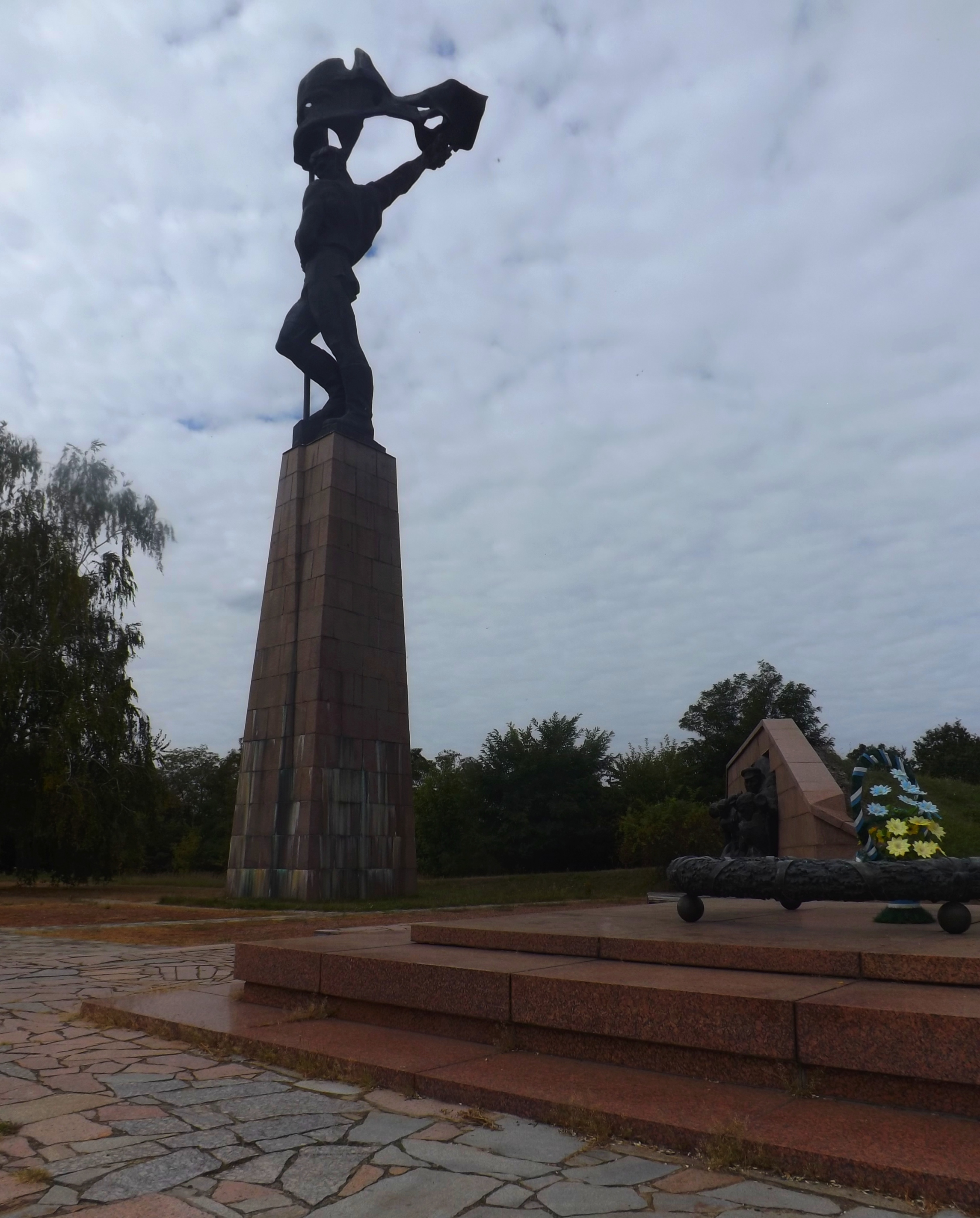
Частина ансамблю меморіального комплексу в с.Балико-Щучинка
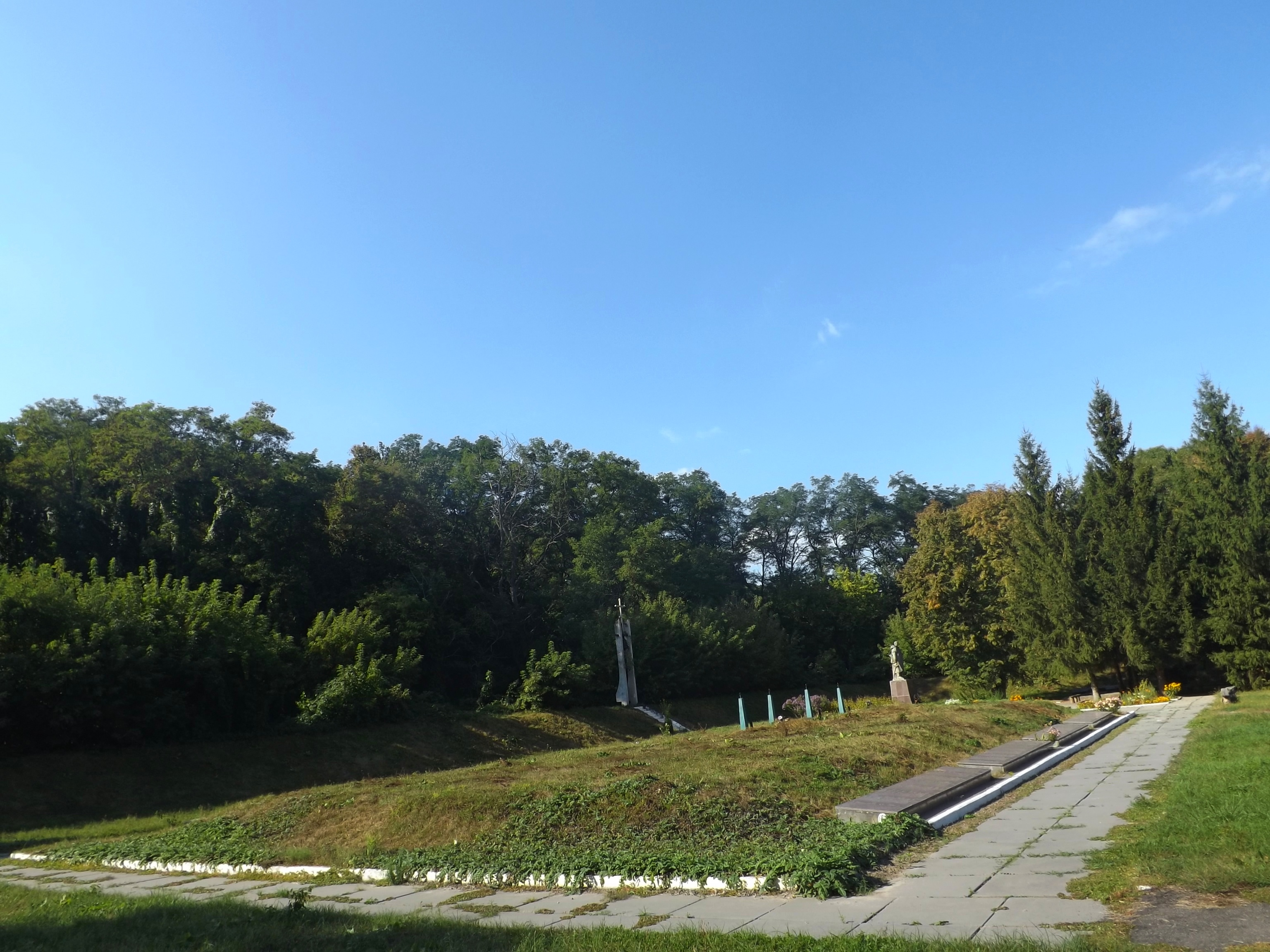
Частина меморіального комплексу в с.Ходорів. Братська могила, у якій поховано понад 2 тис. чол.
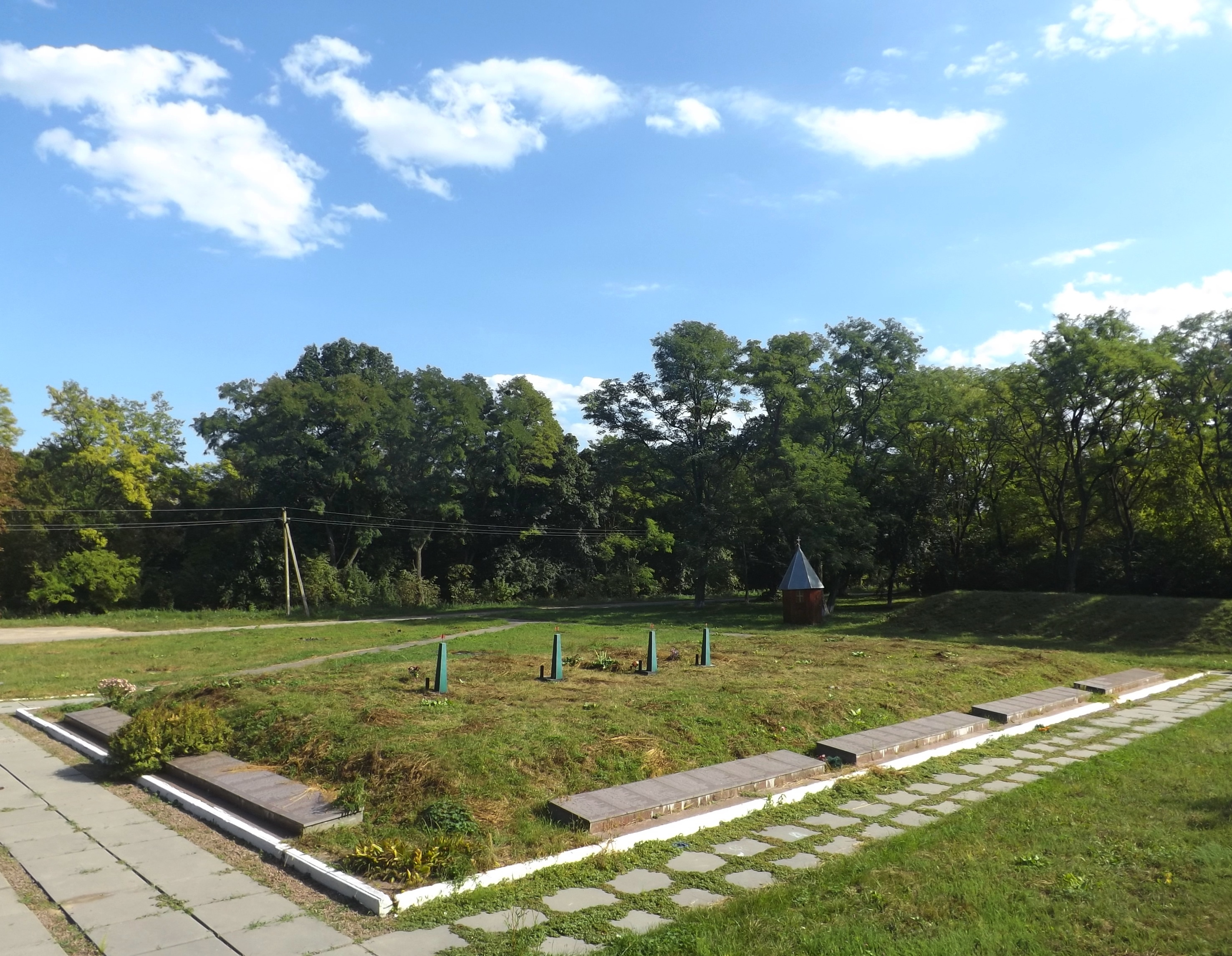
Частина меморіального комплексу в с.Ходорів. Братська могила
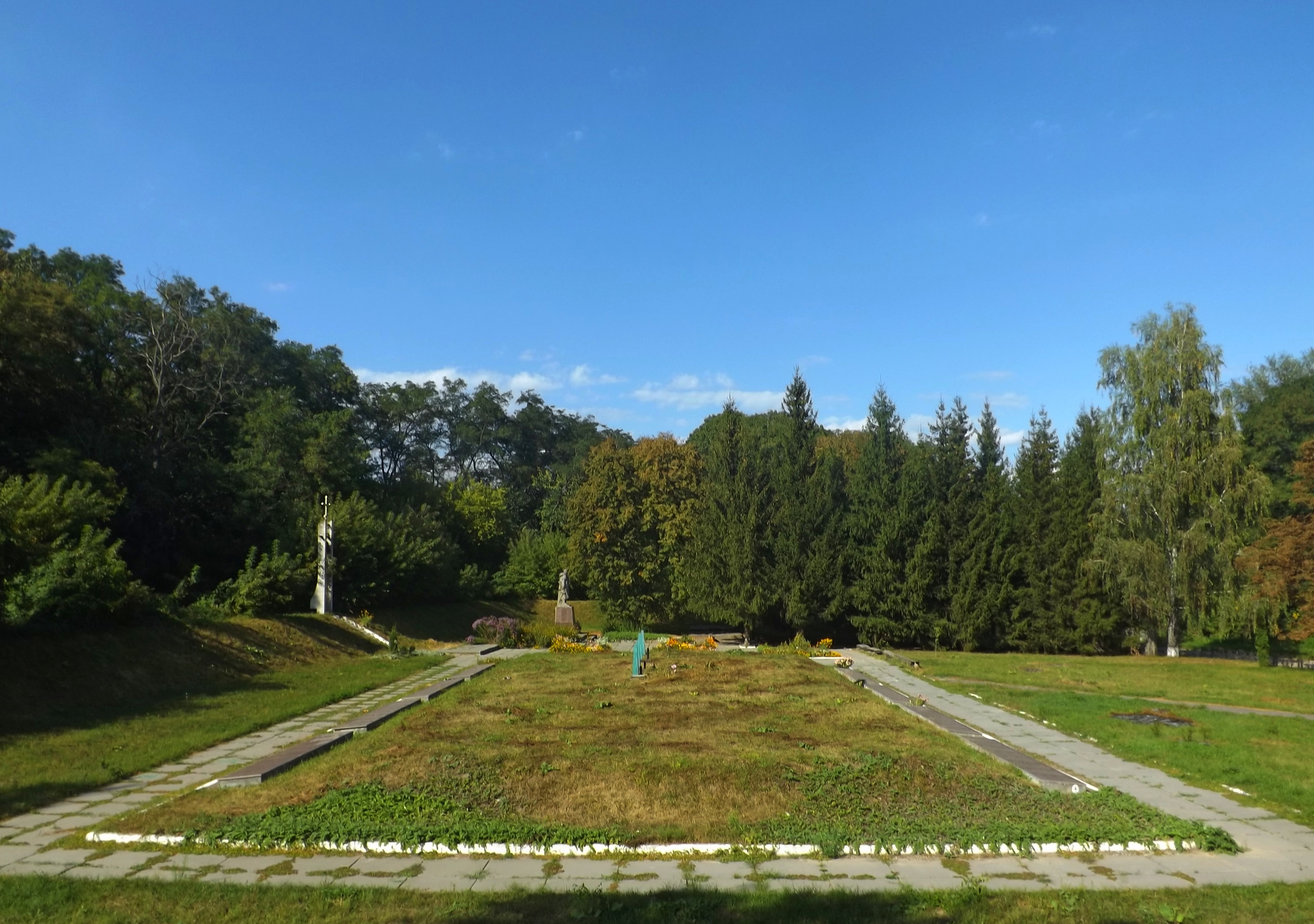
Частина меморіального комплексу в с.Ходорів. Братська могила
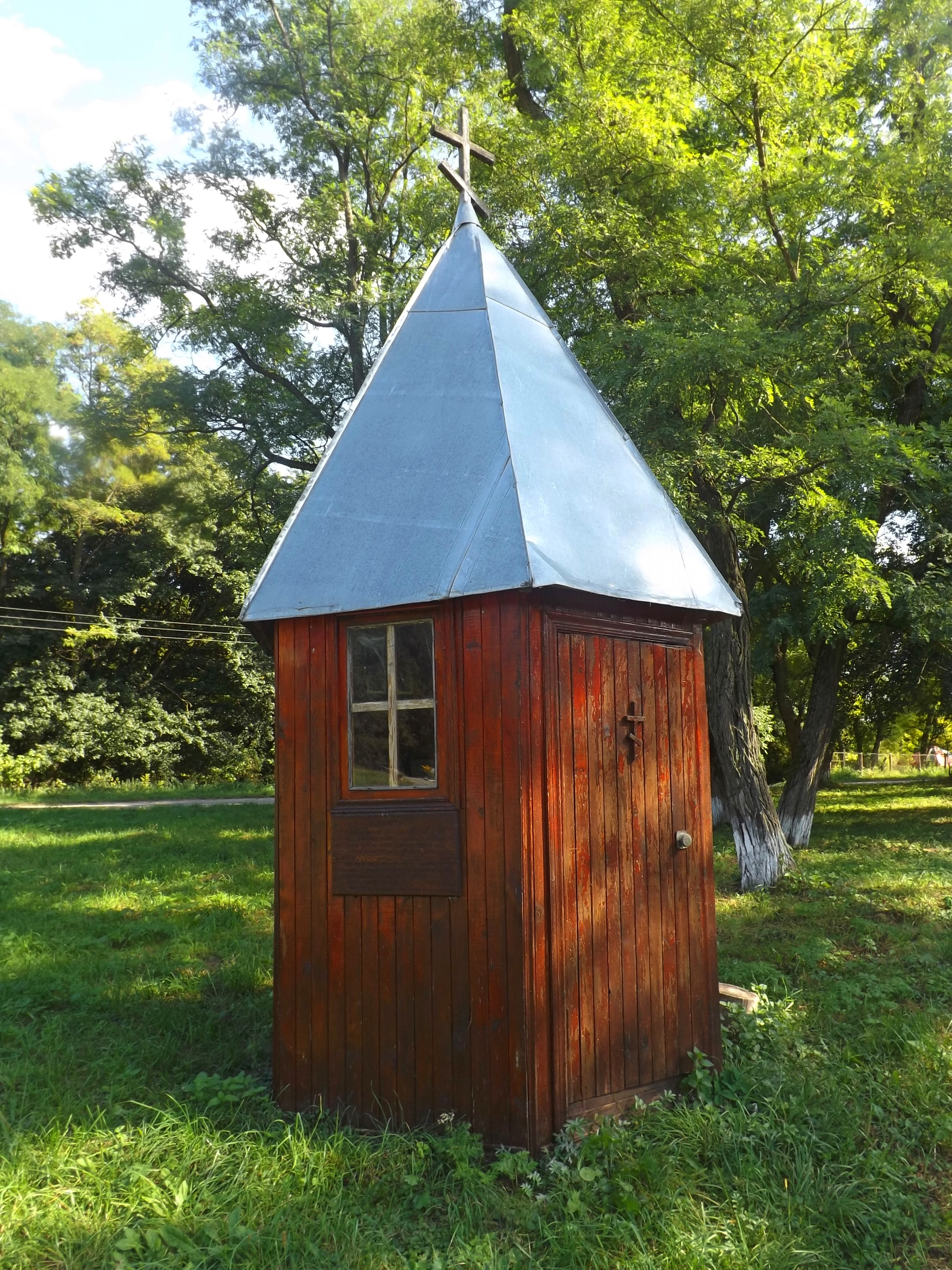
Каплиця поблизу братської могили у селі Ходорів
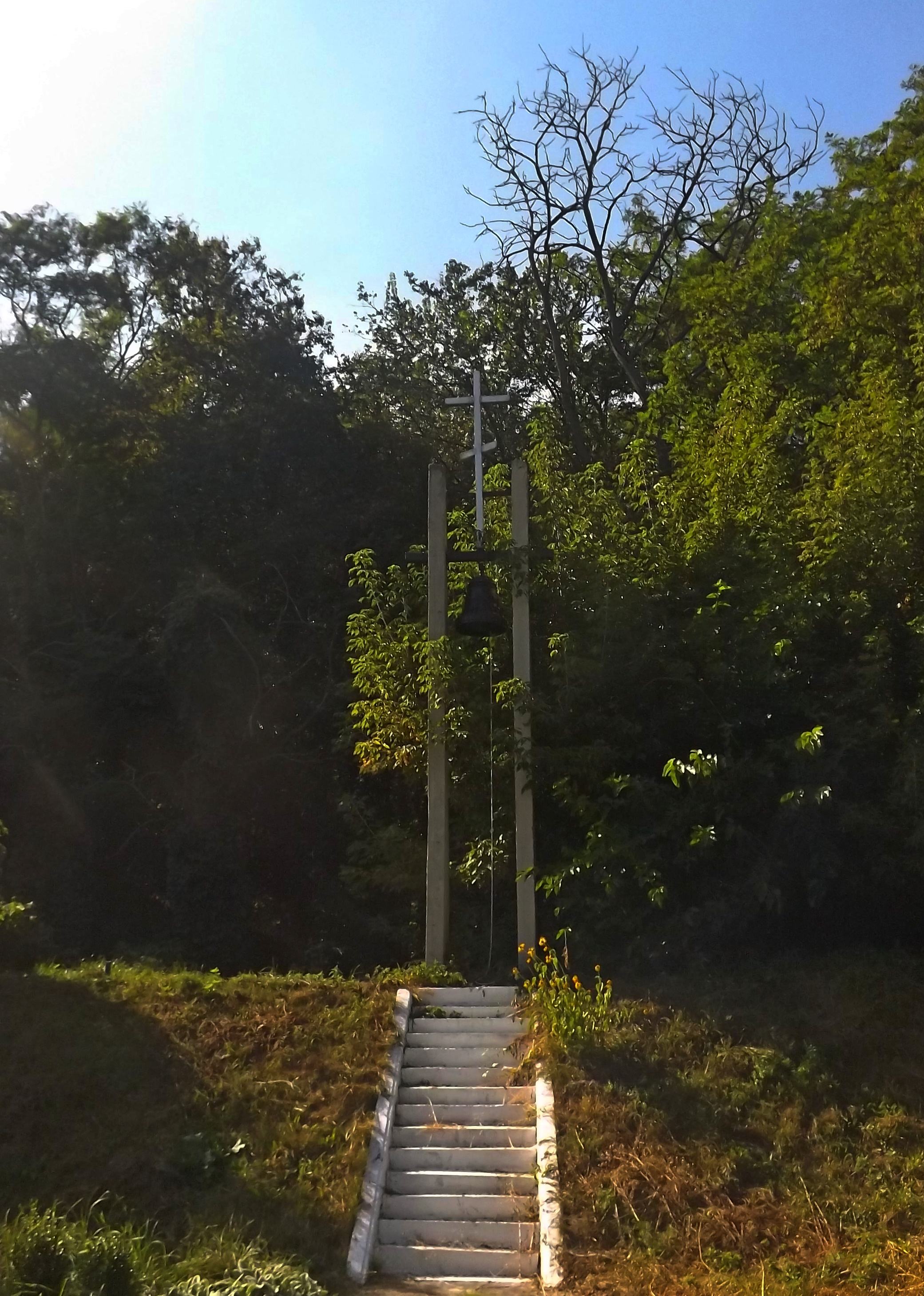
Дзвін поблизу братської могили в селі Ходорів
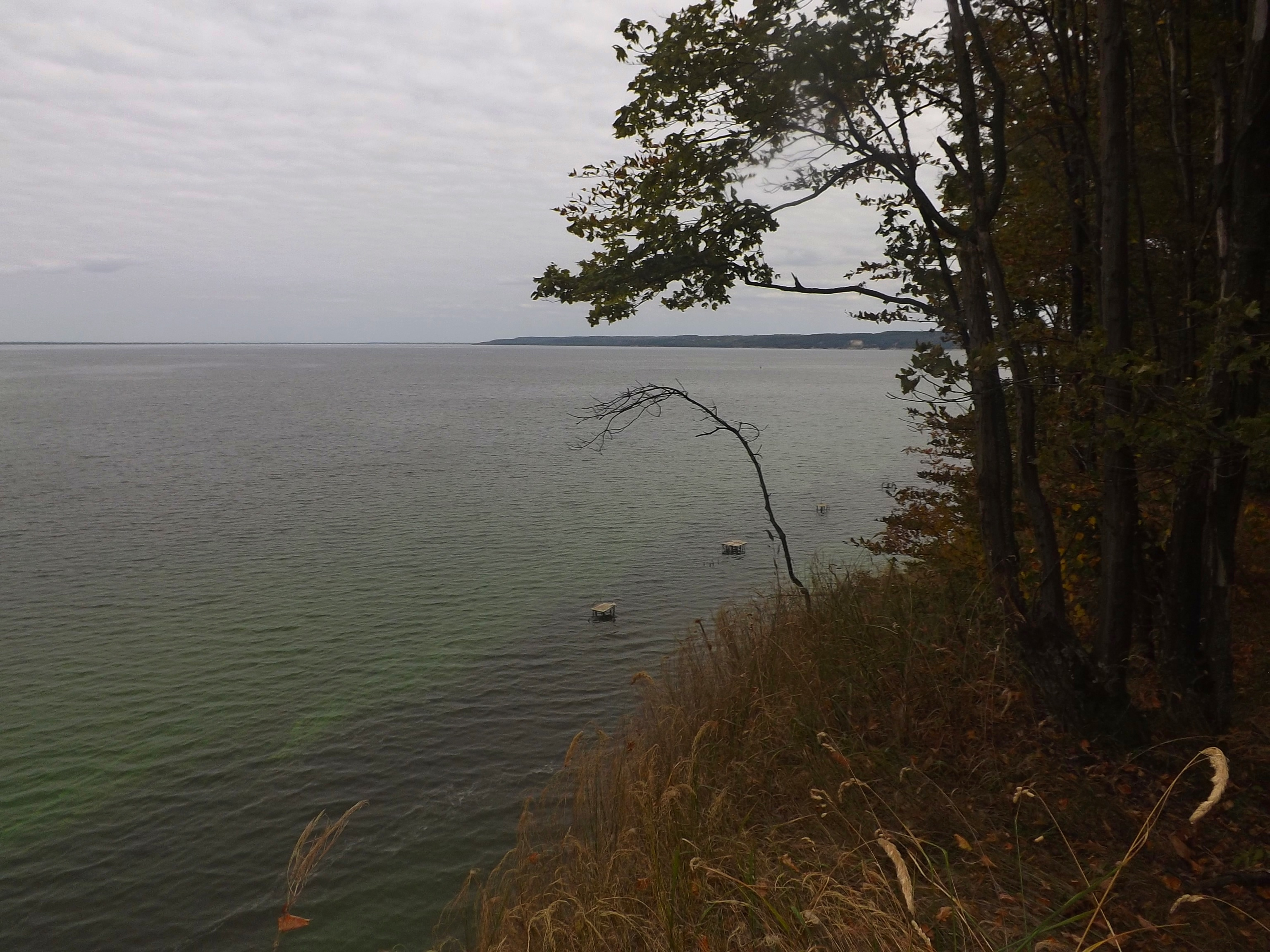
Вид на Дніпро і Трахтемирівський півострів із заходу
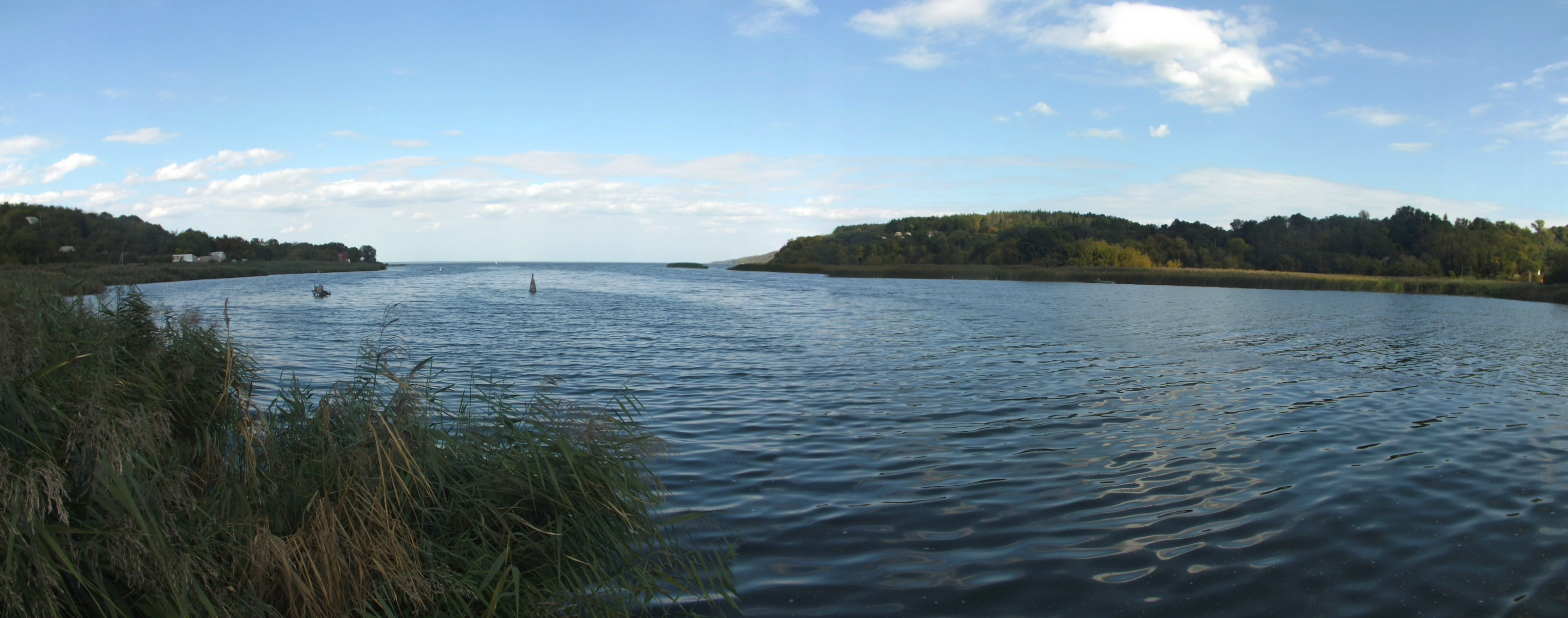
Затока Дніпра в с.Ходорів
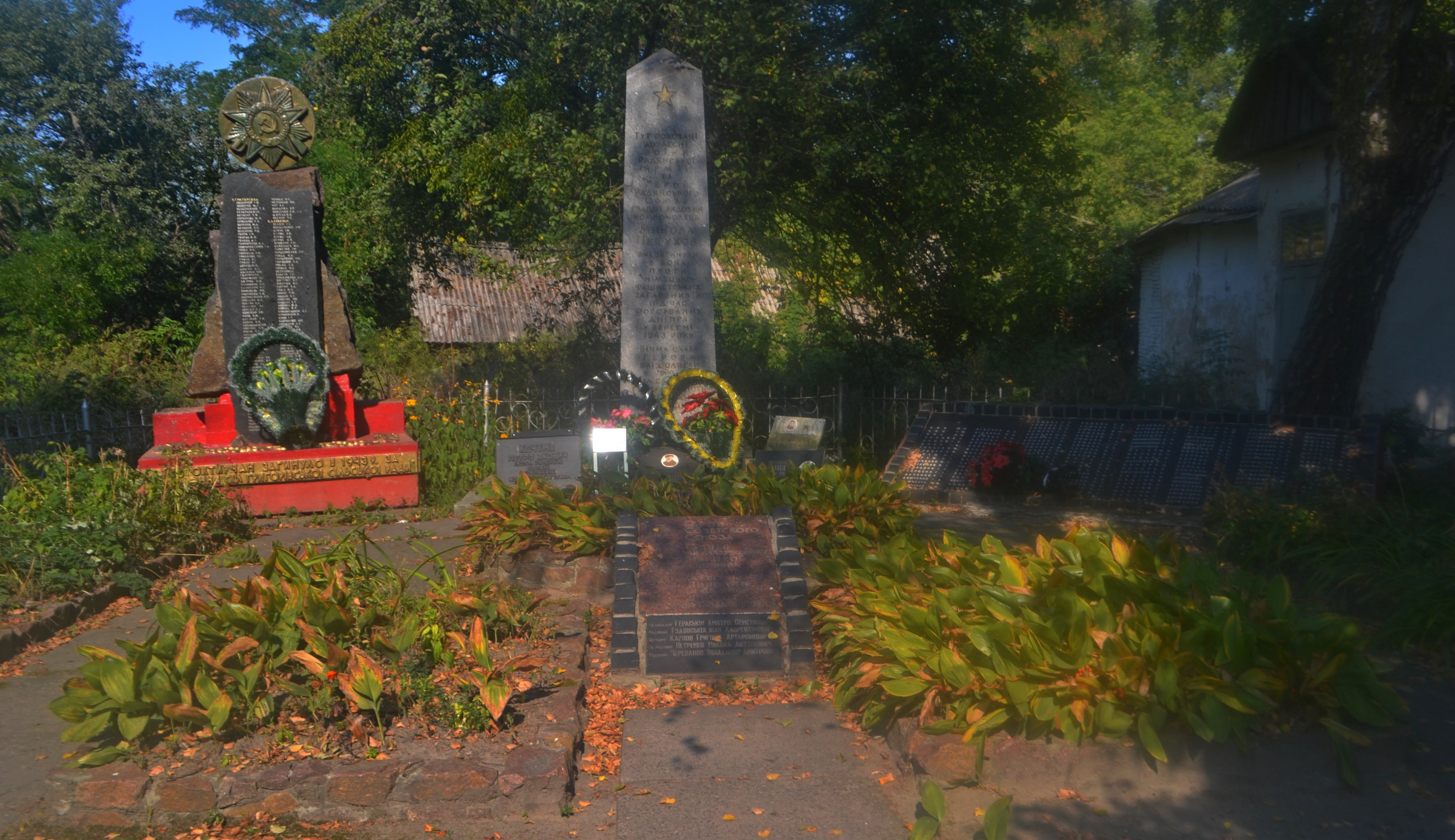
Меморіальний комплекс у селі Григорівка Канівського району